# Los tres investigadores
Los Tres Investigadores o su nombre completo Alfred Hitchcock y los Tres Investigadores (en inglés: Alfred Hitchcock and the Three Investigators), es una serie de libros juveniles de misterio y aventuras, que fue publicada en España por la Editorial Molino. Estos libros narran las aventuras de Jupiter Jones, Pete Crenshaw y Bob Andrews, personajes creados por Robert Arthur. Otros autores como William Arden (uno de los muchos seudónimo de Dennis Lynds), M. V. Carey (Mary Virginia Carey), Nick West (seudónimo de Kin Platt) y Marc Brandel fueron escribiendo nuevos libros de esta colección tras la muerte de su creador. La serie se presentaba como Alfred Hitchcock y los Tres Investigadores.

## Historia

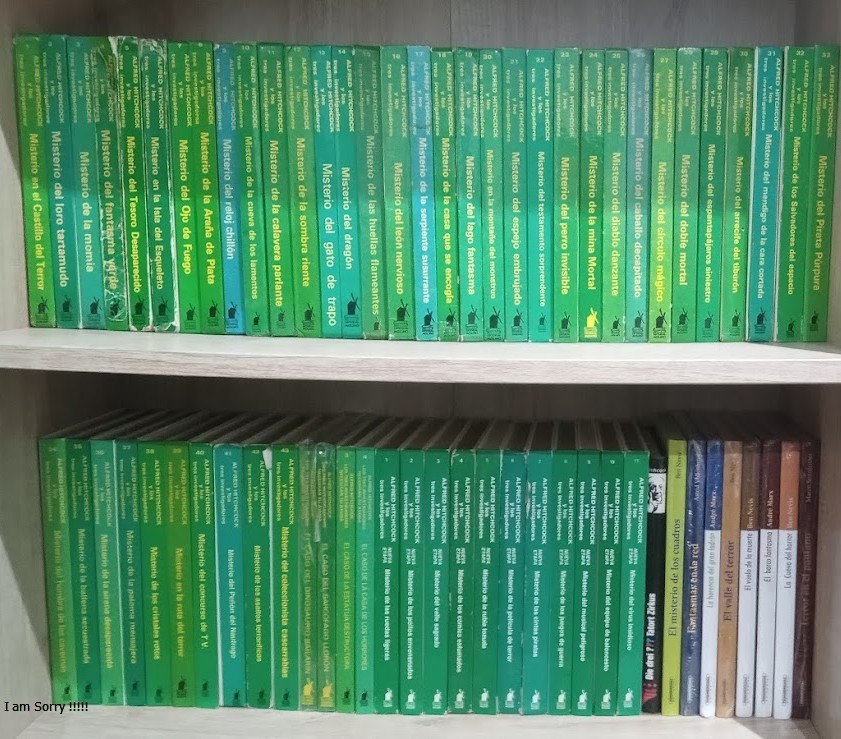
La colección de 58 títulos de la Editorial Molino (43 de la colección original, los cuatro de Necesitan tu ayuda y los once de Nueva etapa), junto con el libro inicial de Kosmos (en alemán) y los ocho primeros de Panamericana Editorial.

La colección cuenta con varias series, la primera de treinta libros fue escrita entre 1964 y 1979, la segunda de trece libros entre 1981 y 1987 tras la muerte de Hitchcock, con este reemplazado por el escritor ficticio Héctor Sebástian al ya no permitir los herederos del cineasta su uso como personaje mentor. Al mismo tiempo, entre 1985 y 1987 se publicaron cuatro libros donde el lector debía elegir el camino a tomar por los protagonistas en una serie que se llamó «Los Tres Investigadores necesitan tu ayuda».
En 1989, Random House renovó la serie y la nombró «Los Tres Investigadores, nueva etapa». Los investigadores tenían ahora 17 años, podían conducir automóviles y ser mucho más independientes. Las historias continuaron incluyendo una gran cantidad de deducciones detectivescas, pero con la adición de más acción. La serie fue bien recibida, pero se detuvo después de únicamente once libros en 1990, debido a desacuerdos legales entre la editorial Random House y los herederos de Robert Arthur.
Desde 1993, la serie continuó como «Die drei Fragezeichen» (los tres signos de interrogación), solo en Alemania por la Editorial Kosmos, que se hizo con los derechos de explotación y publicó algo más de un centenar de libros más escritos por autores locales, y que continúa a un ritmo de seis libros nuevos por año. Durante 1998 y 1999, Ediciones SM publicó cuatro de estos títulos en español, en su serie Misterio dentro de la colección El Navegante. Desde 2008, Panamericana Editorial de Colombia adaptó otros libros publicados por Kosmos al español, bajo el nombre de Los tres detectives.

## Argumento
Los Tres Investigadores viven en la ficticia localidad de  Rocky Beach, en California, que se encuentra en el área de Los Ángeles cerca de Hollywood. Sin embargo, Robert Arthur aparentemente lo basó en una ciudad que conocía, porque hay referencias muy específicas a distancias de ciudades reales. De hecho, en El misterio de la momia susurrante, Robert Arthur dice que Rocky Beach está a quince millas del centro de Los Ángeles. Además, se describe que Rocky Beach está a 10-12 millas de las colinas a las afueras de Hollywood.
El cuartel general de los Tres Investigadores es una antigua caravana, escondida entre montones de chatarra en un rincón apartado del depósito de chatarra del tío Titus (conocido como el patio salvaje de los Jones). La caravana tiene múltiples salidas secretas, un pequeño laboratorio, un cuarto oscuro y una oficina equipada con teléfono, máquina de escribir y un archivador donde se guardan los dosieres de los casos ya resueltos. Así mismo, la pequeña oficina cuenta con una serie de utensilios, como una grabadora o un periscopio construidos por Júpiter utilizando diversas piezas encontradas en el depósito de chatarra.
Para viajar largas distancias, los Tres Investigadores tienen a su disposición un Rolls Royce chapado en oro, completo con chofer. Júpiter ganó el uso de este coche, durante treinta días, en un concurso. (Un cliente agradecido del séptimo libro de la serie, El misterio del ojo de fuego, extendió indefinidamente el tiempo que podían hacer uso del Rolls). Para viajes más cortos, los Tres Investigadores utilizan sus bicicletas o piden a uno de los ayudantes del depósito de chatarra del tío Titus, Hans o Konrad, que los lleven en uno de los camiones.
En ningún libro de la serie original, se nos revela las edades específicas de los investigadores, pero a partir de cierta información que se proporciona en algunos libros de la serie podemos deducir que probablemente tienen 13 o 14 años. La razón es que no tíenen la edad requerida para conducir un automóvil legalmente, pero son solo unos dos años más jóvenes que su némesis Skinny Norris, quien tiene un permiso de conducir de un estado donde la edad requerida para obtener dicho permiso era más joven de lo que se deduce que la edad de Norris es de al menos dieciséis años.
Alfred Hitchcock, que aparecía en los textos originales de los primeros treinta títulos. Su personaje proporcionó los comentarios introductorios y finales en cada libro y, actuaba como mentor, ocasionalmente era llamado por Los Tres Investigadores durante el curso de las investigaciones de un misterio. El verdadero Alfred Hitchcock tuvo poco que ver con la creación de estos libros. Simplemente se le pagó un buen porcentaje por el uso de su nombre y carácter. Esto proporcionó reconocimiento de marca y ayudó a impulsar las ventas de los libros. De hecho, el nombre original de esta serie era «The Alfred Hitchcock Mystery Series» Alfred Hitchcock y los tres investigadores en España.
Cuando Alfred Hitchcock murió en 1980, la editorial de los librosː Random House decidió reemplazarlo por el escritor de misterio ficticio Héctor Sebastián y en 1981 la serie pasó a llamarse «The Three Investigators Mystery Series». Aunque en España la Editorial Molino conservó el título original  de la serieː «Alfred Hitchcock y los tres investigadores».
En 1987, se publicó el último título de la serie original, El misterio del coleccionista cascarrabias (en inglés: The Mystery of the Cranky Collector). En este momento, M.V. Carey estaba trabajando en el siguiente número, el que sería el n.º 44: El misterio del tren fantasma, pero nunca se publicó.

## Personajes

### Los tres investigadores
1. Jupiter «Jupe» Jones, Primer Investigador. Jupiter o Jupe es el cerebro del grupo. Es inteligente, rollizo, con una memoria a toda prueba y con grandes habilidades deductivas. Jupiter es huérfano y vive con su tío Titus Jones y su tía Matilda en el Patio Salvaje de los Jones, un negocio de chatarrería. En su infancia fue actor infantil llamado «bebé fatty», un hecho que no le gusta que le recuerden.
2. Peter «Pete» Crenshaw, Segundo Investigador. Pete es el atleta del grupo. Se ve involucrado en todas las situaciones que requieren acción, pero muy a su pesar ya que no le gusta verse envuelto en nada peligroso. Su padre trabaja en la industria del cine.
3. Robert «Bob» Andrews, Tercer Investigador. Bob es estudioso y meticuloso, y el más pequeño de los tres. Trabaja a tiempo parcial en la biblioteca local. Su padre es periodista.

Al principio de la serie, Bob se ve obligado a llevar un aparato ortopédico en la pierna, debido a las múltiples fracturas que sufrió cuando rodó cuesta abajo. Esta desventaja lo relegó a un papel más estudioso y menos físico. Bob trabaja a tiempo parcial en la biblioteca local,  lo que le permite realizar una valiosa función de recopilador de datos y de investigación. Dos semanas antes del comienzo del misterio del fantasma verde le retiran el aparato ortopédico de la pierna de Bob.

### Personajes recurrentes
1. Alfred Hitchcock, mentor de los investigadores. Es quien dio título a la serie y quien presenta los casos. Solo está presente en los primeros treinta libros de la colección original.
2. Héctor Sebástian, escritor de misterio ficticio. Aparece a partir del caso treinta y uno de la colección original, y es quien sucede a Hitchcock como mentor de los Tres Investigadores.
3. Titus Jones, tío de Jupiter. Es el dueño del Patio Salvaje de los Jones, negocio de chatarrería que mantiene junto con su mujer y dos empleados bávaros Hans y Konrad .
4. Tía Matilda, tía de Jupiter, junto con su esposo Titus Jones llevan el Patio Salvaje, es una mujer pequeña y nerviosa que no puede soportar ver a los chico sin hacer nada, por lo que siempre encuentra nuevas tareas para ellos.[3]
5. Hans y Konrad son los dos hermanos bávaros que trabajan en el patio salvaje de los Jones. Ambos son descritos como fornidos y rubios y con frecuencia llevan a uno o más de los investigadores en uno de los camiones de la chatarrería en sus excursiones para resolver algún misterio.
6. Worthington. Es el chófer inglés del Rolls-Royce que lleva a los investigadores, sobre todo en sus primeros casos. Jupiter Jones ganó el derecho a usar ese Rolls-Royce durante 30 días tras ganar un concurso. Desde el principio, Worthington demostró que sería un buen amigo y un compañero leal de los Investigadores.[8]
7. Comisario o Jefe Reynolds. su verdadero nombre es Samuel Reynolds es el jefe de policía del Departamento de Policía de Rocky Beach. Aparece por primera vez en Misterio del fantasma verde. Después de que los Tres Investigadores resuelven el misterio, un agradecido Jefe Reynolds les da a cada uno una tarjeta que los identifica como auxiliares voluntarios que cooperan con el Departamento de Policía de Rocky Beach, una tarjeta que los Investigadores muestran cuando entregan sus tarjetas de presentación,[8] dicha tarjeta de referencia, dice: «El portador de la presente es un auxiliar voluntario de la policía de Rocky Beach. Cualquier ayuda que se le preste, será agradecida».[9]
8. Huganay, ladrón y contrabandista de obras de arte. Es de origen francés y suele ser amable con los Investigadores. Suele viajar en un coche azul.
9. Skinner "Skinny" Norris, principal antagonista de los Investigadores. Se denomina así por su aspecto delgado.[nota 1] Suele hacerles bromas e interponerse en el camino del grupo durante sus investigaciones. Es un par de años mayor que ellos y consiguió, gracias a su adinerado padre, un permiso de conducir y un coche deportivo.[5]

## Libros

### Colección original (Molino)
1. Misterio en el castillo del terror - Robert Arthur (1964)
2. Misterio del loro tartamudo - Robert Arthur  (1964)
3. Misterio de la momia - Robert Arthur  (1965)
4. Misterio del fantasma verde - Robert Arthur  (1965)
5. Misterio del tesoro desaparecido - Robert Arthur  (1966)
6. Misterio en la isla del esqueleto - Robert Arthur  (1966)
7. Misterio del ojo de fuego - Robert Arthur  (1967)
8. Misterio de la araña de plata - Robert Arthur  (1967)
9. Misterio del reloj chillón - Robert Arthur  (1968)
10. Misterio de la cueva de los lamentos - Robert Arthur (1968)
11. Misterio de la calavera parlante - Robert Arthur (1969)
12. Misterio de la sombra riente -  William Arden (1969)
13. Misterio del gato de trapo -  William Arden (1970)
14. Misterio del dragón - Nick West (1970)
15. Misterio de las huellas flameantes - M. V. Carey (1971)
16. Misterio del león nervioso -  Nick West  (1971)
17. Misterio de la serpiente susurrante - M. V. Carey  (1972)
18. Misterio de la casa que se encogía -  William Arden (1972)
19. Misterio del lago fantasma -  William Arden (1973)
20. Misterio en la montaña del monstruo - M. V. Carey (1973)
21. Misterio del espejo embrujado - M. V. Carey (1974)
22. Misterio del testamento sorprendente -  William Arden (1974)
23. Misterio del perro invisible - M. V. Carey (1975)
24. Misterio de la mina mortal - M. V. Carey (1976)
25. Misterio del diablo danzante -  William Arden (1976)
26. Misterio del caballo decapitado -  William Arden (1977)
27. Misterio del círculo mágico - M. V. Carey (1978)
28. Misterio del doble mortal -  William Arden (1978)
29. Misterio del espantapájaros siniestro - M. V. Carey (1979)
30. Misterio del arrecife del tiburón -  William Arden (1979)
31. Misterio del mendigo de la cara cortada - M. V. Carey (1981)
32. Misterio de los salvadores del espacio - M. V. Carey (1981)
33. Misterio del pirata púrpura -  William Arden (1982)
34. Misterio del hombre de las cavernas - M. V. Carey (1982)
35. Misterio de la ballena secuestrada - Marc Brandel (1983)
36. Misterio de la sirena desaparecida - M. V. Carey (1983)
37. Misterio de la paloma mensajera - Marc Brandel (1984)
38. Misterio de los cristales rotos - William Arden (1984)
39. Misterio de la ruta del terror - M. V. Carey (1984)
40. Misterio del concurso de T.V. - Marc Brandel (1985)
41. Misterio del peñón del náufrago -  William Arden (1985)
42. Misterio de los asaltos terroríficos - M. V. Carey (1986)
43. Misterio del coleccionista cascarrabias - M. V. Carey (1987)

### Necesitan tu ayuda (Molino)
1. El caso del dinosaurio bailarín - Rose Estes
2. El caso del sarcófago llorón - Megan Stine y H. William Stine (1985)
3. El caso de la estatua destructora - M. V. Carey
4. El caso de la casa de los horrores - Megan Stine y H. William Stine (1987)

### Nueva etapa (Molino)
1. Misterio de las ruedas ligeras - William Arden (1989)
2. Misterio de los pollos envenenados - Megan Stine y H. William Stine (1989)
3. Misterio del valle sagrado - G. H. Stone (1989)
4. Misterio de los cómics esfumados - William McCay (1989)
5. Misterio de la rubia tozuda - Marc Brandel (1989)
6. Misterio de la película de terror - Megan Stine y H. William Stine (1989)
7. Misterio de las cintas piratas - G. H. Stone (1989)
8. Misterio de los juegos de guerra - William McCay (1990)
9. Misterio del musical peligroso - Peter Lerangis (1990)
10. Misterio del equipo de baloncesto - Megan Stine y H. William Stine (1990)
11. Misterio del virus insidioso - G. H. Stone (1990)

### El Navegante - Misterio (SM)
1. Voces de la nada - André Minninger
2. La tumba vacía - André Marx
3. Pistas del diablo - Ben Nevis
4. Noche de angustia - André Marx

### Los tres detectives (Panamericana)
1. El misterio de los cuadros - Ben Nevis
2. Fantasmas en la red - Astrid Vollenbruch
3. La herencia del gran ladrón - André Marx
4. El valle del terror - Ben Nevis
5. El vuelo de la muerte - Ben Nevis
6. El barco fantasma - André Marx
7. La cueva del horror - Ben Nevis
8. Terror en el pantano - Marco Sonnleitner
9. El monje muerto - Marco Sonnleitner
10. El laberinto de los dioses - André Marx
11. La madona negra - Astrid Vollenbruch
12. Mensaje de texto desde la tumba - Ben Nevis
13. El demonio de fuego - André Marx
14. La casa del terror - Marco Sonnleitner
15. La marea de fuego - Kari Erlhoff
16. ...Y el hombre de hierro - Ben Nevis
17. ...Y el paño de los muertos - Marco Sonnleitner
18. En el signo de la serpiente - Hendrik Buchna
19. La maldición del dragón - André Marx
20. Veneno por correo electrónico - Ben Nevis
21. ...Y el fantasma del mar - Marco Sonnleitner
22. La noche de los tigres - Marco Sonnleitner

## Cine
En 2007, el libro Los tres investigadores en el secreto de la isla del esqueleto fue llevado al cine con los actores Chancellor Miller, Cameron Monaghan y Nick Price en los papeles de Jupiter, Bob y Pete. La película no fue un éxito de taquilla. Dos años más tarde, fue llevada al cine una secuela titulada Los tres investigadores en el secreto del castillo del terror, la cual tampoco tuvo mucho éxito en taquilla. 
Hubo rumores de que se estaba pensando hacer una tercera entrega de la saga, de que la posible película estaba bajo conversaciones para comenzar la producción posiblemente más tarde en 2010 y se esperaba que el elenco original regresara, pero debido al poco interés dado a las dos primeras, el proyecto fue rechazado y olvidado.